# Есе (Златна обала)
Есе (фр. Essey) насеље је и општина у источном делу централне Француске у региону Бургоња, у департману Златна обала која припада префектури Бон.
По подацима из 2011. године у општини је живело 250 становника, а густина насељености је износила 19,83 становника/km². Општина се простире на површини од 12,61 km². Налази се на средњој надморској висини од 404 метара (максималној 435 m, а минималној 373 m).

## Демографија
| 1962. | 1968. | 1975. | 1982. | 1990. | 1999. | 2011. |
| ----- | ----- | ----- | ----- | ----- | ----- | ----- |
| 163   | 166   | 183   | 172   | 122   | 140   | 250   |

График промене броја становника у току последњих година